# Daniel Bohse
Daniel Bohse (* 1974 in Halle) ist ein deutscher Historiker mit Schwerpunkt Sowjetische Besatzungszone und DDR, nationalsozialistische Justiz sowie zu landesgeschichtlichen Themen Sachsen-Anhalts.

## Leben
Bohse absolvierte ein Lehramtsstudium an der Martin-Luther-Universität Halle-Wittenberg, welches er 2001 mit dem Erstes Staatsexamen für das Lehramt an Gymnasien in den Fächern Geschichte und Russisch abschloss. Anschließend war er bis September 2005 und erneut 2007
als Wissenschaftlicher Mitarbeiter mit Lehrverpflichtung am dortigen Lehrstuhl für Zeitgeschichte tätig. Seit Juli 2011 ist er Gedenkstättenleiter der Gedenkstätte Moritzplatz Magdeburg.
Im Jahr 2015 promovierte Bohse an der Universität Halle mit der Dissertation Entnazifizierung in der Provinz Sachsen(-Anhalt) 1945-1946, untersucht am Beispiel von Verwaltung und Justiz.

## Veröffentlichungen (Auswahl)
- Ahndung einer „zweiten Front“ im Kaukasus? Die Deportation der Tschetschenen und Inguschen in den Jahren 1942–1945 und die Mär von der kollektiven Kollaboration mit dem deutschen Aggressor. In: Hallische Beiträge zur Zeitgeschichte. Heft 9, 2001; ISSN 1433-7886; (online; PDF; 544 kB).
- Hermann-Josef Rupieper, Daniel Bohse, Inga Grebe: „… Und das Wichtigste ist doch die Einheit“: Der 17. Juni 1953 in den Bezirken Halle und Magdeburg. LIT Verlag, Berlin / Hamburg / Münster 2003, ISBN 3-8258-6775-7.
- Schrittweiser Übergang. Politische U-Haft in Sachsen-Anhalt zwischen 1945 und 1952. In: Zeitschrift des Forschungsverbundes SED Staat. 33, 2013, S. 23–35. (zeitschrift-fsed.fu-berlin.de PDF).
- Vasilij Stepanowitsch Christoforow, Vladimir Gennadjewitsch Makarow, Matthias Uhl (Hrsg.) unter Mitarbeit von Daniel Bohse: Verhört: Die Befragungen deutscher Generale und Offiziere durch die sowjetischen Geheimdienste 1945–1952 (= Veröffentlichungen des Deutschen Historischen Instituts Moskau. Band 6). de Gruyter, Berlin 2015, ISBN 978-3-11-041604-6.
- Die Entnazifizierung von Verwaltung und Justiz in Sachsen-Anhalt 1945/46 Mitteldeutscher Verlag, Halle 2017, ISBN 978-3-95462-797-4[5]
- mit Michael Viebig:, Justiz im Nationalsozialismus. Über Verbrechen im Namen des Deutschen Volkes. Sachsen-Anhalt. 2015, ISBN 978-3-9813459-0-2.

mit Alexander Sperk:
- Der Rote Ochse Halle [Saale] – Politische Justiz. Katalog zu den Dauerausstellungen, hrsg. v. Joachim Scherrieble, Berlin 2008, ISBN 978-3-86153-480-8.
- „Grundsätzlich kann von jedem Beschuldigten ein Geständnis erlangt werden“.  Die Untersuchungshaftanstalt Magdeburg-Neustadt 1945–1989. Leitfaden für die Dauerausstellung der Gedenkstätte Moritzplatz Magdeburg und des Bürgerkomitees Sachsen-Anhalt e. V., Redaktion: Alexander Sperk unter Mitwirkung von Daniel Bohse, Magdeburg 2012.
- Legende, Opportunist, Selbstdarsteller. Felix Graf Luckner und seine Zeit in Halle (Saale) 1919–1945. Halle (Saale) 2016.